# Pfefferland
Das Pfefferland ist ein umgangssprachlicher Begriff aus dem 16. Jahrhundert. Er wird verwendet, um jemanden oder etwas in weite Ferne zu wünschen.

## Etymologie
Die Exotik des Pfeffers ist seit der Antike sprichwörtlich. Die älteste Überlieferung geht auf den elsässischen Franziskaner und Humanisten Thomas Murner zurück. Um 1512 schreibt er in seiner Narrenbeschwörung: „Ach warents an derselben statt, do der pfeffer gewachsen hat.“ Auch schreibt er über die Spielsucht seiner Zeitgenossen: „Ach Gott, wär’ der im Pfefferland, der das Spiel zum ersten erfand.“ Ungefähr gleichzeitig (1515) erscheint die Redensart in lateinischer Form in den satirischen Epistolae obscurorum virorum: „utinam omnes poetae essent ubi piper crescit“, zu Deutsch: „Wären doch nur alle Dichter dort wo der Pfeffer wächst.“
Es wird zum Teil fälschlicherweise angenommen, das Pfefferland läge in Französisch-Guyana, dem Herkunftsland des Cayenne-Pfeffers und französischer Verbannungsort während der Kolonialzeit. Guyana wurde zwar im Jahre 1500 von Spaniern entdeckt, aber erst 1581 von Holländern und 1604 von Franzosen kolonisiert, was der Überlieferung Murners widerspricht. Vielmehr gilt Indien als das Ursprungsland des Pfeffers, genauer die Malabarküste. Bereits der ägyptische Kaufmann und Seefahrer Kosmas Indikopleustes (um 525) hat die Westküste Südindiens als das Land beschrieben, „wo der Pfeffer wächst“. Auch Christoph Kolumbus hatte den Plan, westwärts zu fahren, um in das gewürzreiche Indien zu kommen. Die Sinnbildlichkeit der vielen exotischen Gewürze aus Indien und die damals gängige Vorstellung vom entlegensten Ort der Welt sind die Gründe, weshalb man einem Unliebsame ins Pfefferland wünschte.
Ein Jahrhundert später (1669) schrieb Hans Jakob Christoffel von Grimmelshausen in Der Abentheuerliche Simplicissimus Teutsch: „Bis du mit deinen Beweistümern fertig bist, bin ich vielleicht wo der Pfeffer wächst.“

## Formulierungen
- „Geh dorthin wo der Pfeffer wächst.“
- „Ich wünsche Dich ins Pfefferland.“
- „Ich wünschte, du wärst dort, wo der Pfeffer wächst.“